# Вилькау-Хаслау
Вилькау-Хаслау (нем. Wilkau-Haßlau) — город в Германии, в земле Саксония. Подчинён административному округу Хемниц. Входит в состав района Цвиккау.  Население составляет 10953 человека (на 31 декабря 2010 года). Занимает площадь 12,70 км². Официальный код  —  14 1 93 520.

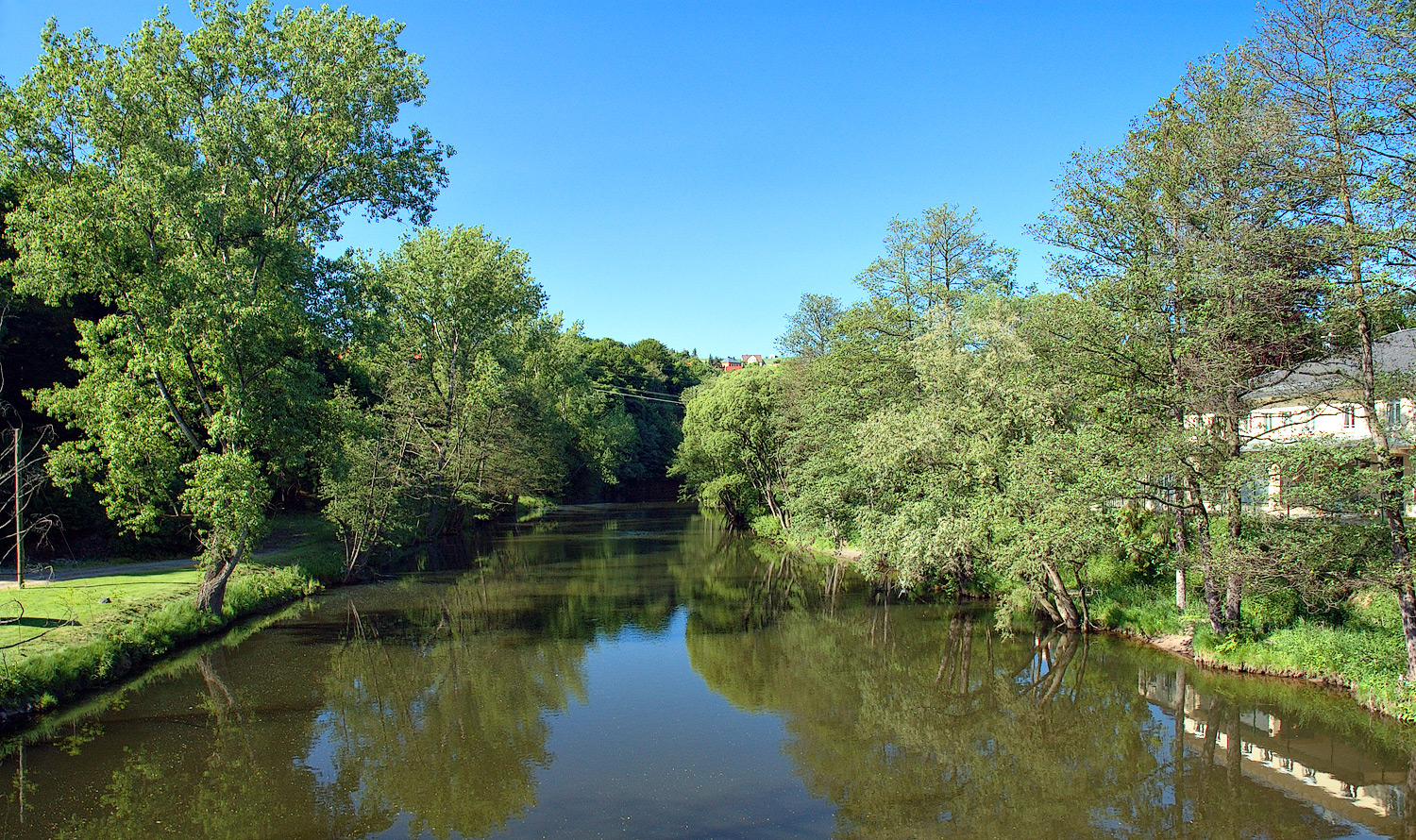
Вилькау-Хаслау